# Autreppes
Autreppes is een gemeente in het Franse departement Aisne, regio Hauts-de-France (tot 2016 regio Picardië) en telt 142 inwoners (1999). De plaats maakt deel uit van het arrondissement Vervins.
De kerk in deze plaats, de Église Saint-Hilaire, is een vestingkerk met een donjon geflankeerd door twee ronde torens.

## Geografie
De oppervlakte van Autreppes bedraagt 6,8 km², de bevolkingsdichtheid is 20,9 inwoners per km².
De onderstaande kaart toont de ligging van Autreppes met de belangrijkste infrastructuur en aangrenzende gemeenten.

## Demografie
Onderstaande figuur toont het verloop van het inwonertal (bron: INSEE-tellingen).
Vanwege een beveiligingsprobleem met de MediaWiki Graph-software is het momenteel niet mogelijk deze grafiek weer te geven. Zodra de software is bijgewerkt zal de grafiek vanzelf weer zichtbaar worden.
1. ↑  Populations de référence 2022.